# Ken’ichirō Isozaki
Ken’ichirō Isozaki (jap. 磯崎 憲一郎, Isozaki Ken’ichirō; * 28. Februar 1965) ist ein japanischer Schriftsteller.
Isozaki begann erst in seinen späten dreißiger Jahren zu schreiben, während er für ein Handelsunternehmen arbeitete. Er debütierte 2007 und wurde im Folgejahr für den Akutagawa-Preis nominiert, den er 2009 für den Roman Tsui no sumika (終の住処) erhielt. 2011 wurde er für Aka no tanin no uri futatsu (赤の他人の瓜二つ) mit dem Bunkamura Prix des Deux Magots ausgezeichnet.

## Quelle
- Japanese Writer's House - August 2009 - News

| Personendaten    | Personendaten              |
| ---------------- | -------------------------- |
| NAME             | Isozaki, Ken’ichirō        |
| ALTERNATIVNAMEN  | 磯崎憲一郎 (japanisch)     |
| KURZBESCHREIBUNG | japanischer Schriftsteller |
| GEBURTSDATUM     | 28. Februar 1965           |